# ブレイキング・ザ・コード
『ブレイキング・ザ・コード』（原題:Breaking The Code）は、アンドリュー・ホッジ（Andrew Hodges）による『Alan Turing:The Enigma』に基づいたヒュー・ホワイトモア作のイギリスの戯曲。実在のイギリス人数学者アラン・チューリングの暗号理論と同性愛の葛藤を描いている。初演は1986年。ブロードウェイではデレク・ジャコビ主演で1987年11月15日から1988年4月10日にかけて上演され、トニー賞3部門、ドラマ・デスク賞（Drama Desk Award）2部門にノミネートされた。1996年にはデレク・ジャコビ主演で、BBCでテレビドラマ化され、ブロードキャスティング・プレス・ギルド賞（Broadcasting Press Guild）を受賞した他、英国アカデミー賞、GLAADメディア賞にノミネートされた。
日本では、1988年に劇団四季によって、創立35周年記念として上演され、2023年にゴーチ・ブラザーズ主催で再演された。

## オリジナル公演

### スタッフ
- 台本 … ヒュー・ホワイトモア
- 原作 … アンドリュー・ホッジ『Alan Turing:The Enigma』

## 劇団四季公演

### スタッフ
- 訳 … 吉田美枝
- 演出 … 浅利慶太
- 装置 … 朝倉摂
- 照明 … 沢田祐二
- 衣装 … 岸井克己
- 音楽 … 鎮守めぐみ

### 主要キャスト
- アラン・チューリング … 日下武史

### 上演記録
- 1988年9月2日 - 9月8日：銀座セゾン劇場（東京初演）
- 1988年10月10日 - 10月16日：銀座セゾン劇場（東京再演）
- 1990年10月20日 - 11月16日：全国公演（全国各地で初演）

## ゴーチ・ブラザーズ公演

### スタッフ
- 訳 … 小田島創志
- 演出 … 稲葉賀恵
- 照明 … 吉本有輝子
- 衣装 … 山本貴愛
- 音楽 … 阿部海太郎

### キャスト
- アラン・チューリング … 亀田佳明
- ロン・ミラー … 水田航生
- パット・グリーン … 岡本玲
- ディルウィン・ノックス … 加藤敬二
- クリストファー・モーコム … 田中亨
- ジョン・スミス … 中村まこと
- サラ・チューリング … 保坂知寿
- ミック・ロス … 堀部圭亮

### 上演記録
- 2023年4月1日 - 4月23日：シアタートラム